# Milotice (zámek)
Zámek Milotice je barokní zámek ležící v obci Milotice v okrese Hodonín. Řadí se mezi nejunikátněji zachované komplexy budov a zahradní architektury z období baroka.

## Historie

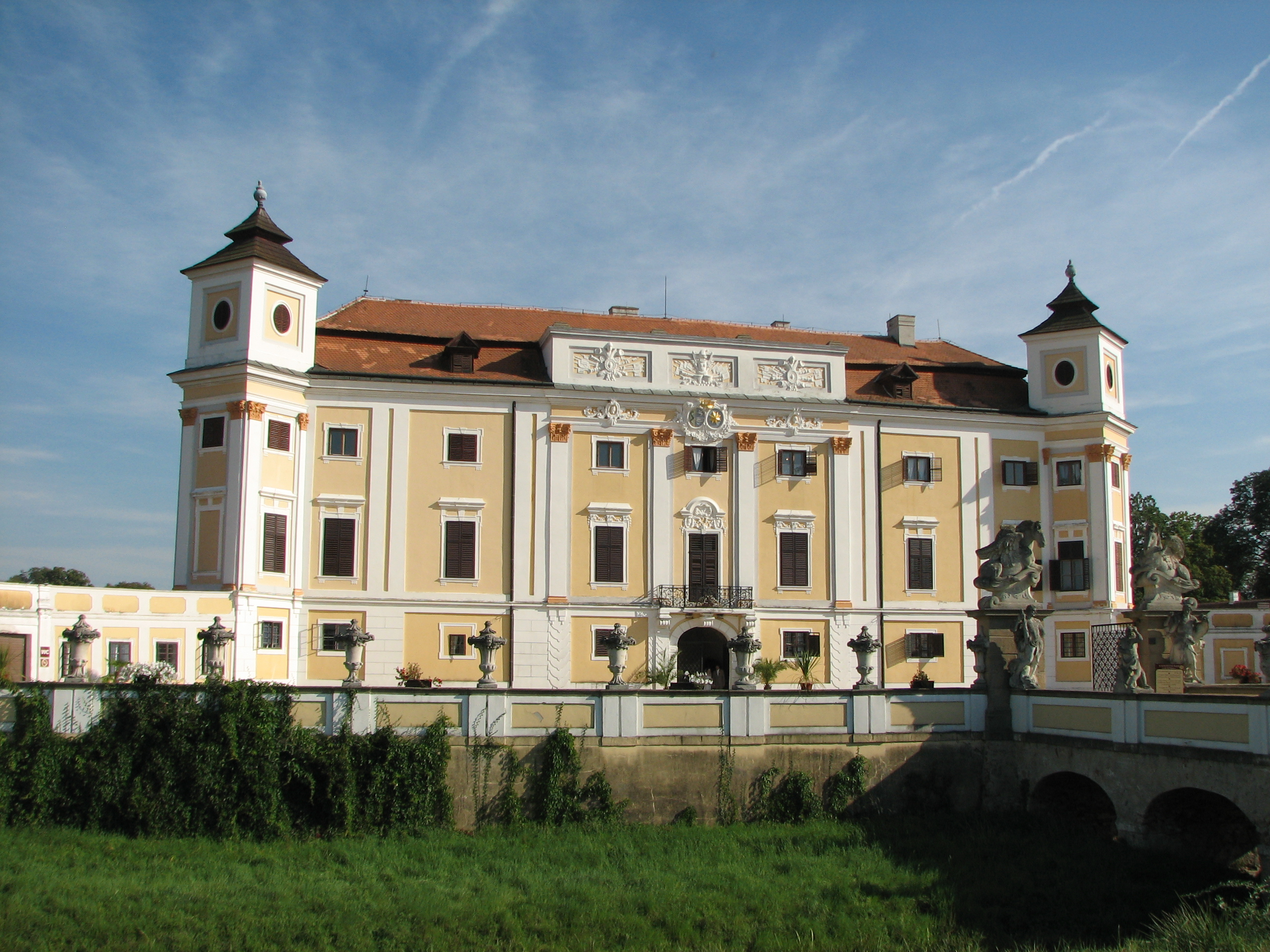
Hlavní průčelí zámku

Prvními známými vlastníky Milotic byli k roku 1360 páni z Ronova. Od druhého desetiletí 15. století bylo panství v držení pánů z Moravan, za nichž se Milotice staly opevněným sídlem husitů. V roce 1460 je vystřídali páni z Kravař a na počátku osmdesátých let 15. století páni z Ojnic. Na konci 15. století drželi panství i se zámkem Zástřizlové, kteří z Milotic vytvořili centrum svého rozsáhlého dominia. Po šedesátileté zástřizlovské éře přešlo panství na Žerotíny. Ve druhé polovině 16. století nastalo období častého střídání majitelů – Žerotíny vystřídali páni z Lipé, Haugvicové z Biskupic, Bernard Ludvík Tovar a Kristýna z Roggendorfu. Ještě rychlejší změny majitelů nastaly v první polovině 17. století, které pro milotické panství znamenaly, ve spojitosti s probíhající třicetiletou válkou, faktický rozvrat. Jedním z mnohých vlastníků Milotic byl tehdy i Albrecht z Valdštejna.
Zcela zpustošené panství koupil v roce 1648 Gabriel Serényi, pozdější moravský zemský hejtman, který ihned započal s jeho sanací. Na zámku se v roce 1715 narodil dvornímu malíři Serényiů Josefu Františkovi Adolfovi jeho syn Karel Josef Adolf. Rod Serényi, za něhož došlo k celkovému rozkvětu dominia, vlastnil Milotice spolu se zámkem až do roku 1811. Mezi léty 1811–1888 se na Miloticích objevují jména vlastníků z rodů Choiseul d'Aillecourt a Hardegg.

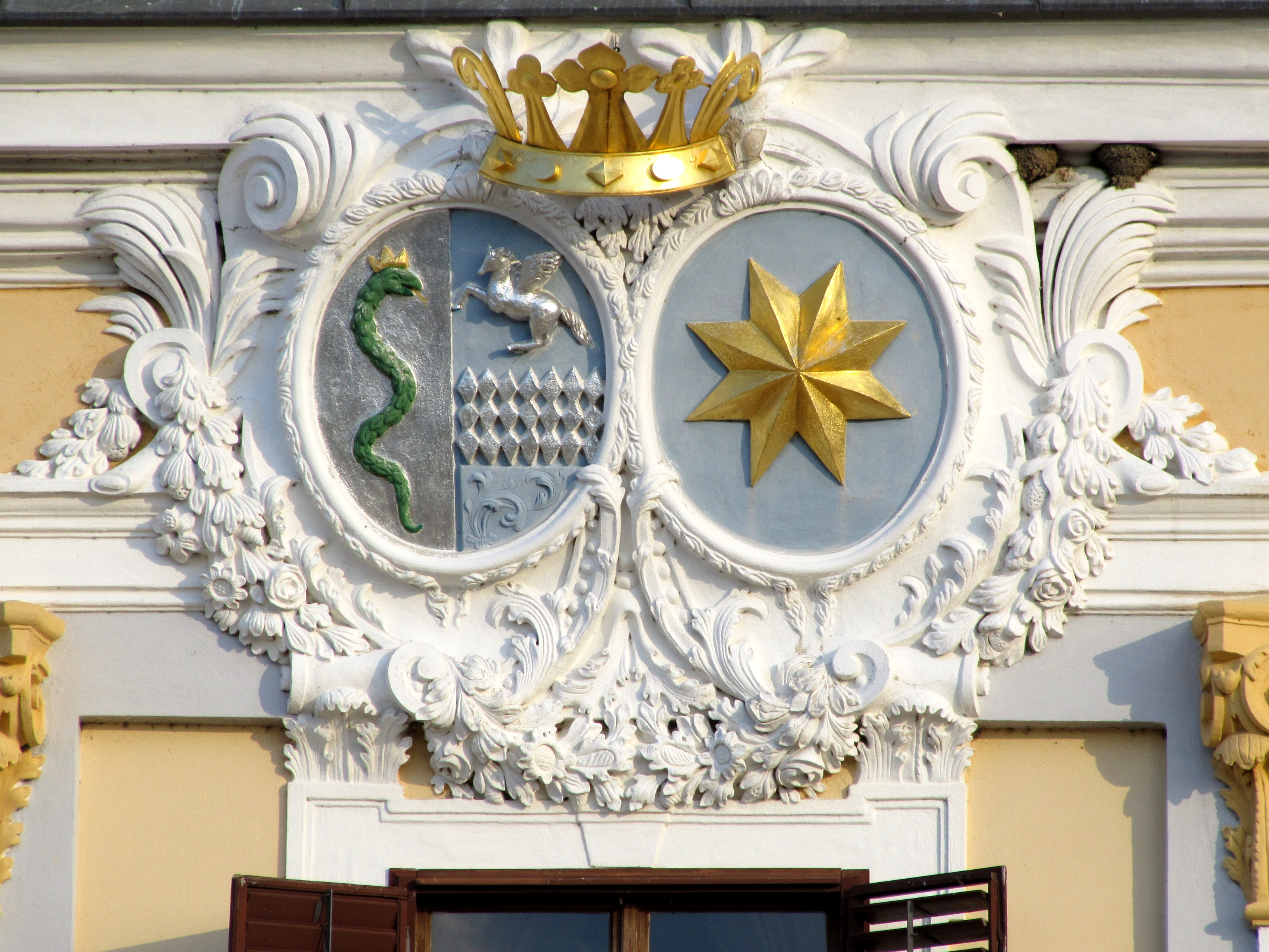
Alianční erb Karla Antonína Serényiho a Marie Terezie, roz. Šternberkové v průčelí zámku

Od roku 1888 až do roku 1945 zámek a související velkostatek ovládal rod Seilernů. Za zakladatele milotické větve Seilernů je považován Karel Maxmilian Seilern-Aspang, který se roku 1849 oženil s jednou z dědiček milotického panství Marií Aloisií Hardeggovou. Jejich syn Karel František Seilern skoupil v roce 1888 všechny dědické podíly a stal se jediným vlastníkem Milotic. Karel František, nemající vlastní potomky, odkázal panství svému synovci Ladislavu Seilernovi. Ten zámek obýval od roku 1916 až do roku 1945, kdy byl objekt zabaven na základě tzv. Benešových dekretů.
Po roce 1945 sloužila budova zámku například jako škola pro ruské důstojníky, v 50. letech zde fungovalo zemědělské učiliště. Na počátku 60. let se uvažovalo o přebudování zámku a celého areálu na budovy jednotného zemědělského družstva. Od druhé poloviny 60. let se započalo s rekonstrukcí exteriérů a interiérů a v roce 1974 byl zámek zpřístupněn veřejnosti.
Dnes je zámek ve vlastnictví státu, správu zajišťuje Národní památkový ústav.
| Rok  | Počet návštěvníků |
| ---- | ----------------- |
| 2015 | 31 429            |
| 2016 | 37 020            |
| 2017 | 44 241            |
| 2018 | 42 684            |
| 2019 | 44 272            |
| 2020 | 33 572            |
| 2021 | 29 194            |

## Stavební vývoj
Na místě dnešního zámku stávala původně vodní tvrz, připomínaná ve 14. století. Po ní dodneška zůstal jen vodní příkop kolem zámku. Někdy mezi lety 1586–1596 byla tvrz za majitele Bernarda Ludvíka Tovara z dolnorakouského Enzesfeldu přebudována na jednopatrový zámek v renesančním slohu. V sedmdesátých letech 17. století byla stavba zvednuta o další patro a přistavěny čtyři nárožní věže.

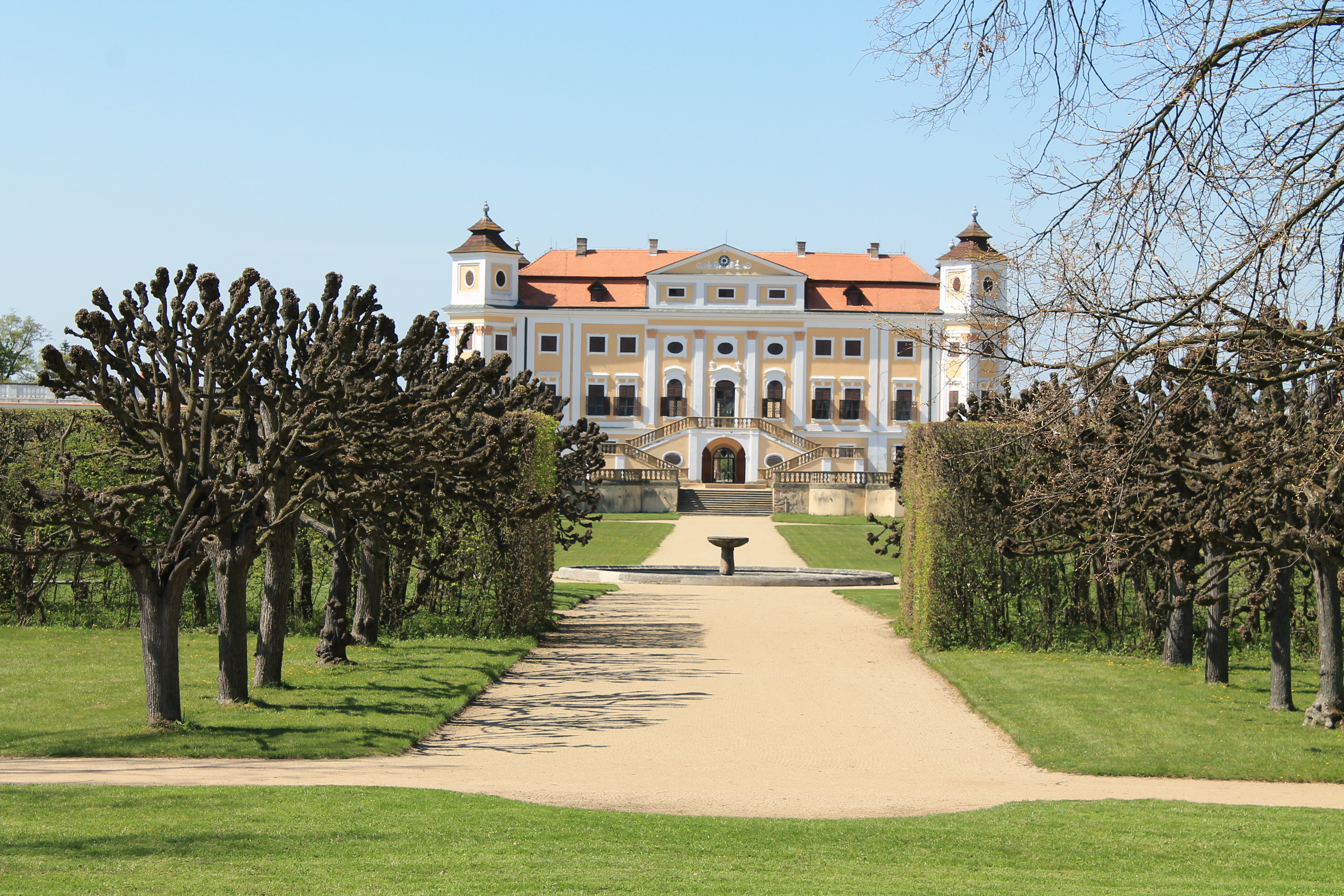
Pohled ze zahrady

Vrcholně barokní podobu získal zámek během dvou přestaveb za majitele Karla Antonína Serényiho (1681–1746) v letech 1719–1725 a 1738–1743. Otázka architektů není dodnes spolehlivě rozřešena, uvažuje se o Domenicu Martinellim, Johannu Bernardu Fischerovi z Erlachu, Antoniu Sallovi či Christianu Alexanderu Oedtlovi. Nejnověji je s druhou fází barokní přestavby, kdy vznikla mimo jiné oválná dispozice čestného dvora, spojován brněnský stavitel František Benedikt Klíčník, který byl v letech 1719–1722 vedoucím stavebních prací při první fázi úprav zámku. V letech 1723–1743 byl pak realizátorem stavebních úprav hodonínský zednický mistr Martin Pahnost.
Od 18. století nedošlo k výraznějším stavebním úpravám, čímž se areál milotického zámku řadí k nejvíce dochovaným komplexům budov a zahradní architektury z období baroka v České republice.

## Zahrady

### Francouzská zahrada

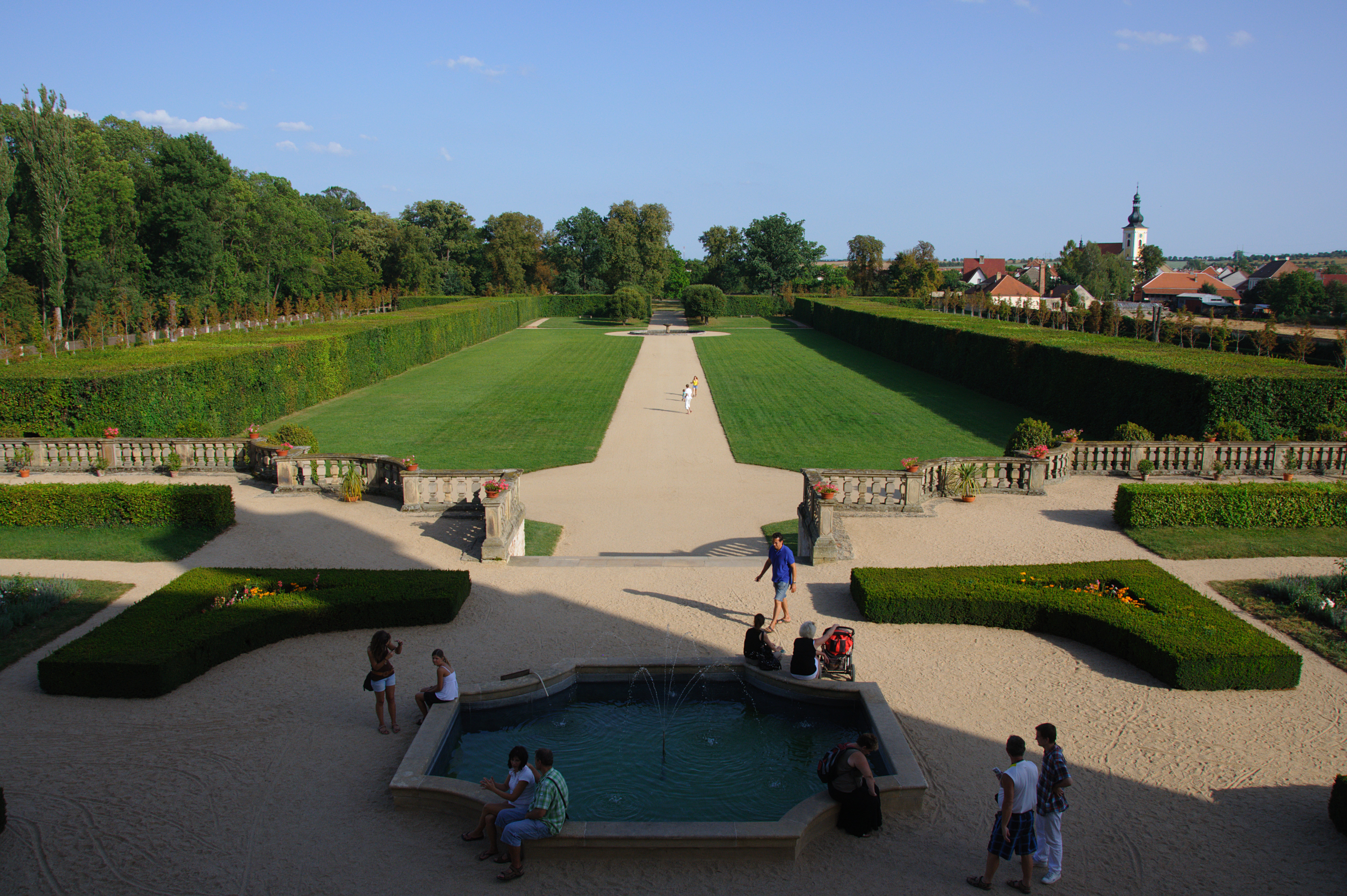
Pohled do francouzské barokní zahrady

První zmínka o okrasné zahradě milotického zámku pochází z roku 1637. Francouzská barokní zahrada rozprostírající se ve východní části komplexu byla budována od roku 1716, patrně pod vedením vídeňského zahradního architekta Johanna Antona Zinnera. Její přesnou podobu neznáme, doložena je však existence několika drobných letohrádků či kamenné voliéry. V první čtvrtině 19. století byla z části přeměněna na anglický park. Ve 20. století byla na osu parku umístěna dvojice kašen. Obnova francouzské zahrady byla provedena v letech 1968–1972 podle projektu brněnského architekta Dušana Riedla.

### Bažantnice

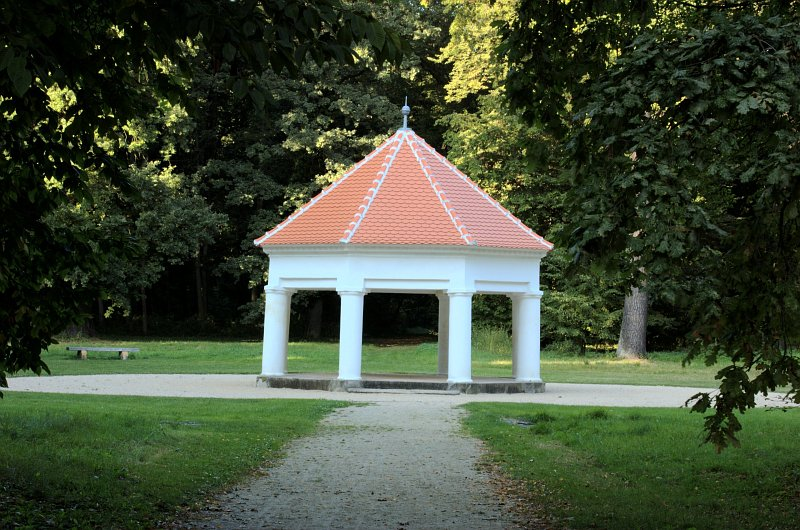
Lovecký letohrádek z roku 1766

Bažantnice tvořená hvězdicovitě se sbíhajícími cestami a loveckým pavilonem v jejich průsečíku byla vybudována v 60. letech 18. století tehdejším majitelem Františkem Ludvíkem Serényim. Přiléhá k severní straně francouzské barokní zahrady. Během 19. století byl její vzhled romantizován, mimo jiné výstavbou gotického pavilonu, tzv. zříceniny. Na konci 20. století zde došlo k obnově rybníka.

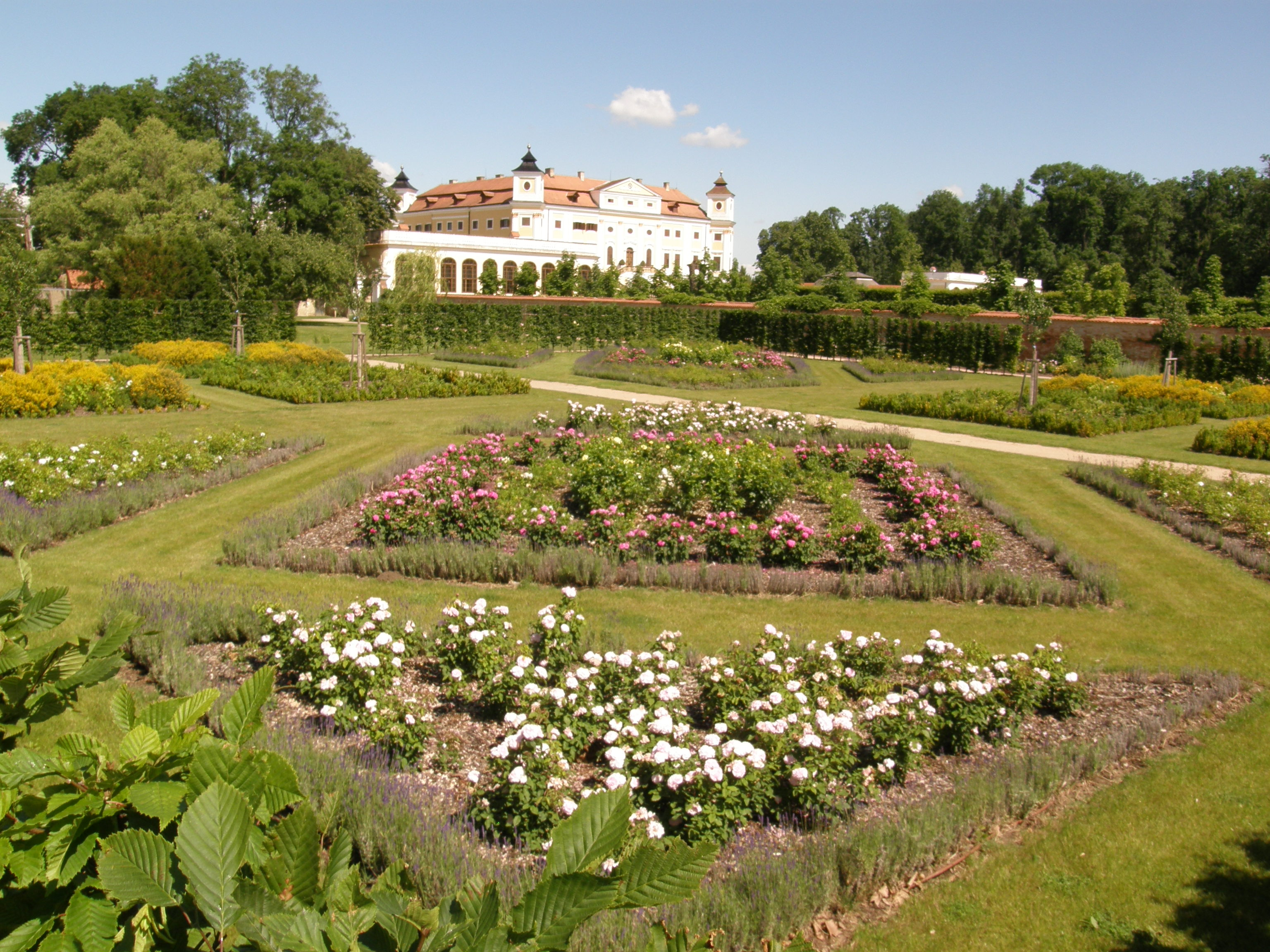
Zásobní zahrada zrekonstruovaná v roce 2013

### Zásobní zahrada
Zásobní zahrada byla v roce 2013 zrekonstruována podle předlohy z 19. století a navazuje na jižní část francouzské barokní zahrady. Je osově členěna do tří čtvercových celků a zakončena rybníčkem. Zahrada sloužila, a to ještě za posledního majitele, pro účely zámku, který zásobovala květinami na výzdobu, zeleninou a ovocem, a poskytovala osvěžení při promenádách parkem.

## Pamětihodnosti

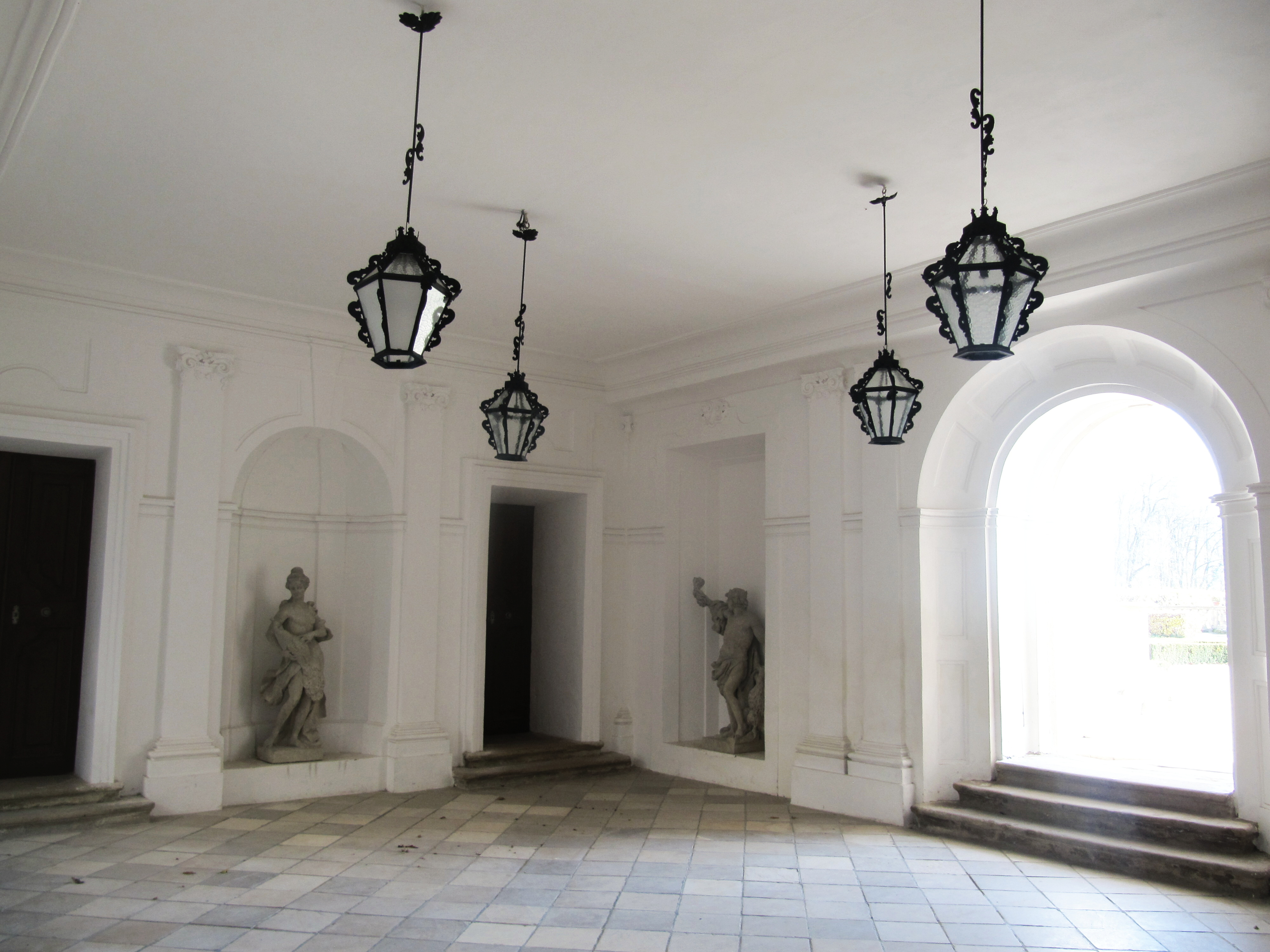
Sala terrena z roku 1722

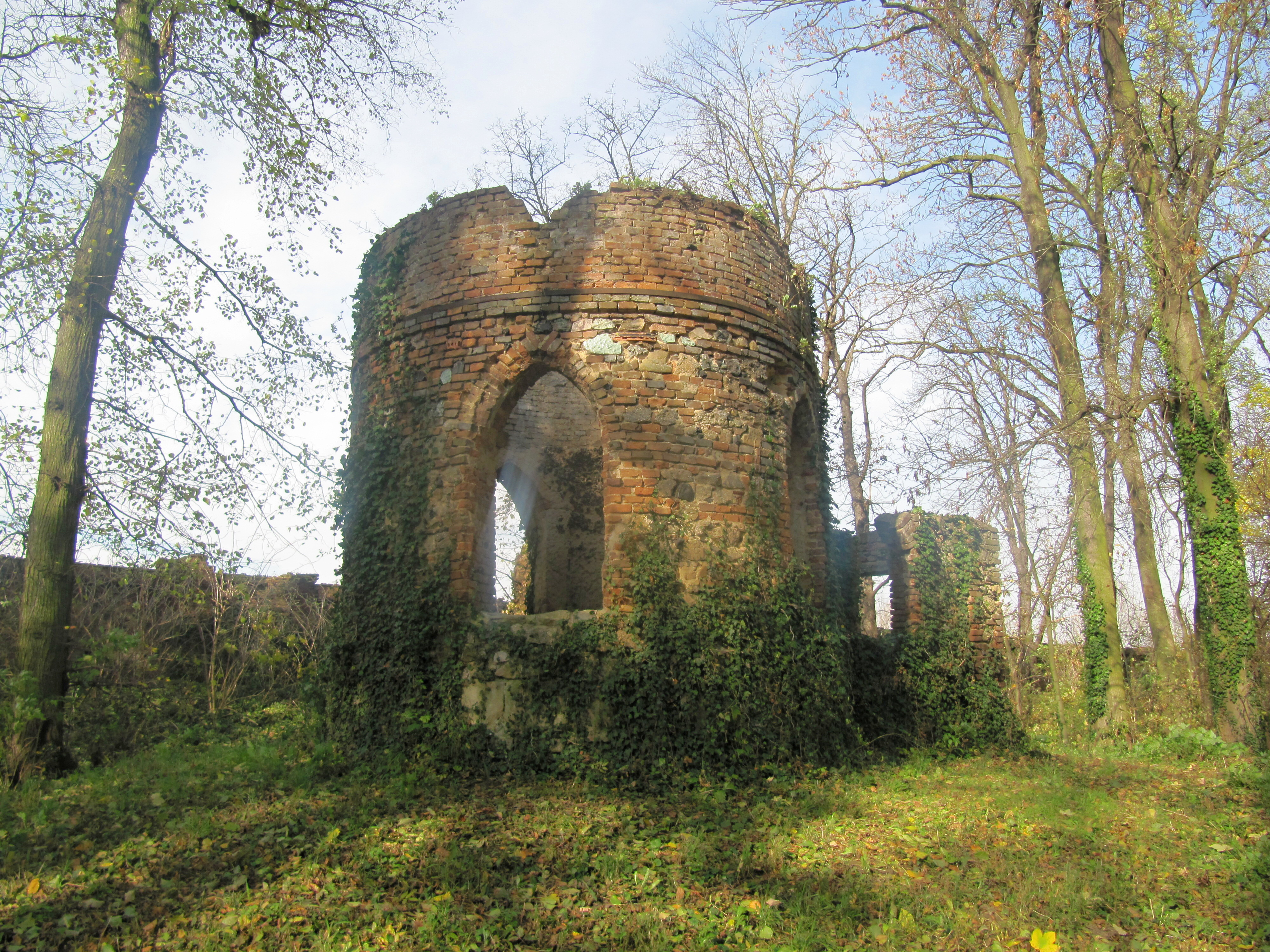
Gotický pavilon z první čtvrtiny 19. století

- sala terena – přízemní sál z roku 1722 spojující vnitřní nádvoří se zahradním parterem
- oranžérie - dvojice budov z let 1738–1743, v nichž byly pěstovány exotické rostliny a dřeviny; dnes se v nich nachází expozice moravského barokního sochařství
- socha boha Januse – dvouhlavá skulptura na horním parteru pravděpodobně z konce 16. století
- medvědice s erbem Zástřizlů - do Milotic byla přivezena ze zámku ve Svatobořicích, pochází z roku 1583 od Bohuše Morkovského ze Zástřizl
- kašna na horním parteru - postavena posledním majitelem Ladislavem Seilernem v roce 1921
- renesanční kašna - zhotovena v roce 1587 Bohušem Morkovským ze Zástřizl pro zámek ve Svatobořicích, do Milotic přenesena ve 20. století
- poklona sv. Janu Nepomuckému – postavena v roce 1765 Františkem Ludvíkem Serényim v ohradní zdi bažantnice
- lovecký pavilon – zbudovaný v centru bažantnice v roce 1766
- gotický pavilon – datovaný do první čtvrtiny 19. století, dříve obehnaný vodním příkopem a vevnitř vyzdobený struskou
- Boží muka s Immaculatou – postavená po roce 1854 Františkou de Paula Hardeggovou, benedikovaná v roce 1859

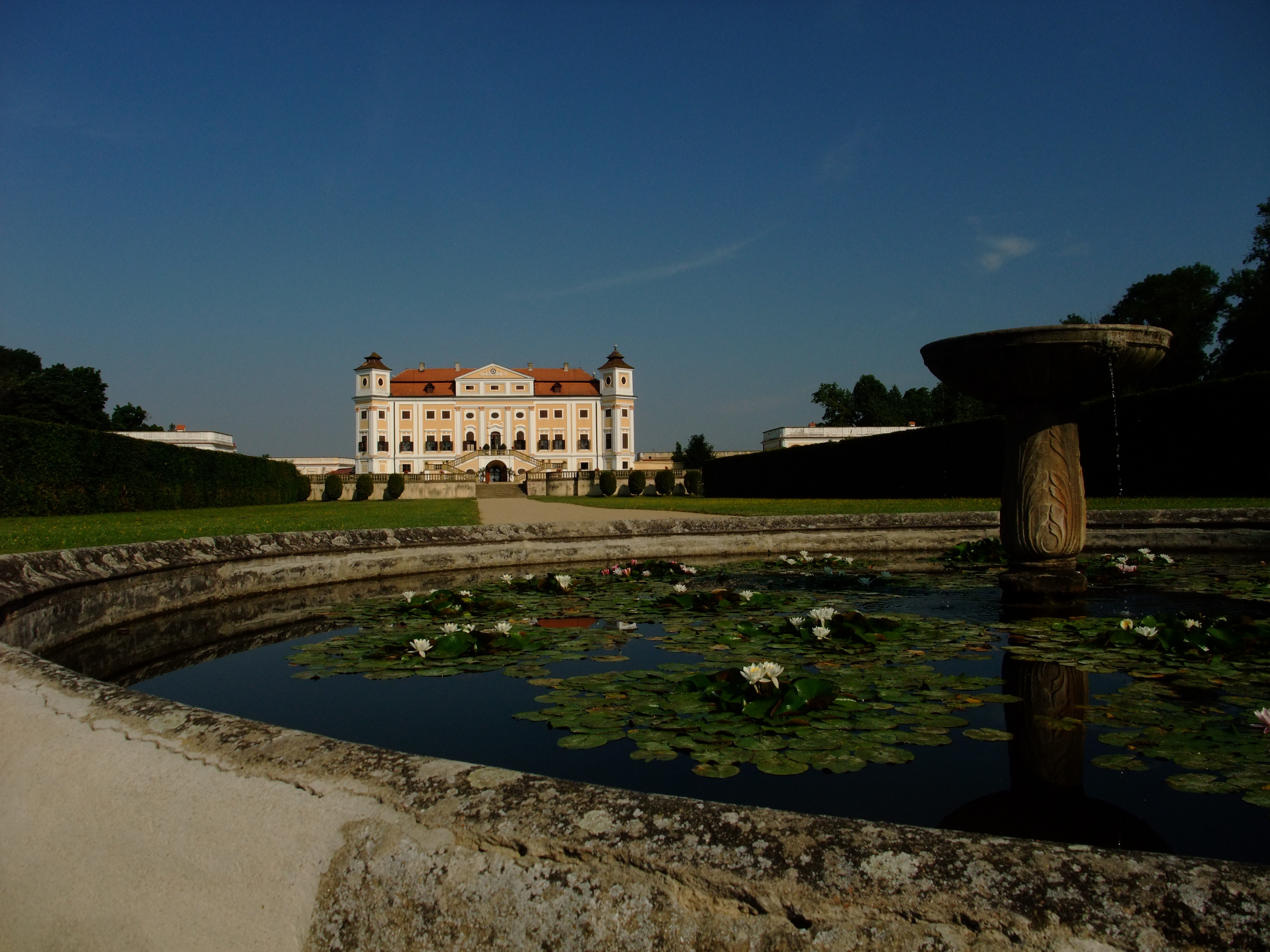
Renesanční kašna z roku 1587

## Prohlídkové okruhy

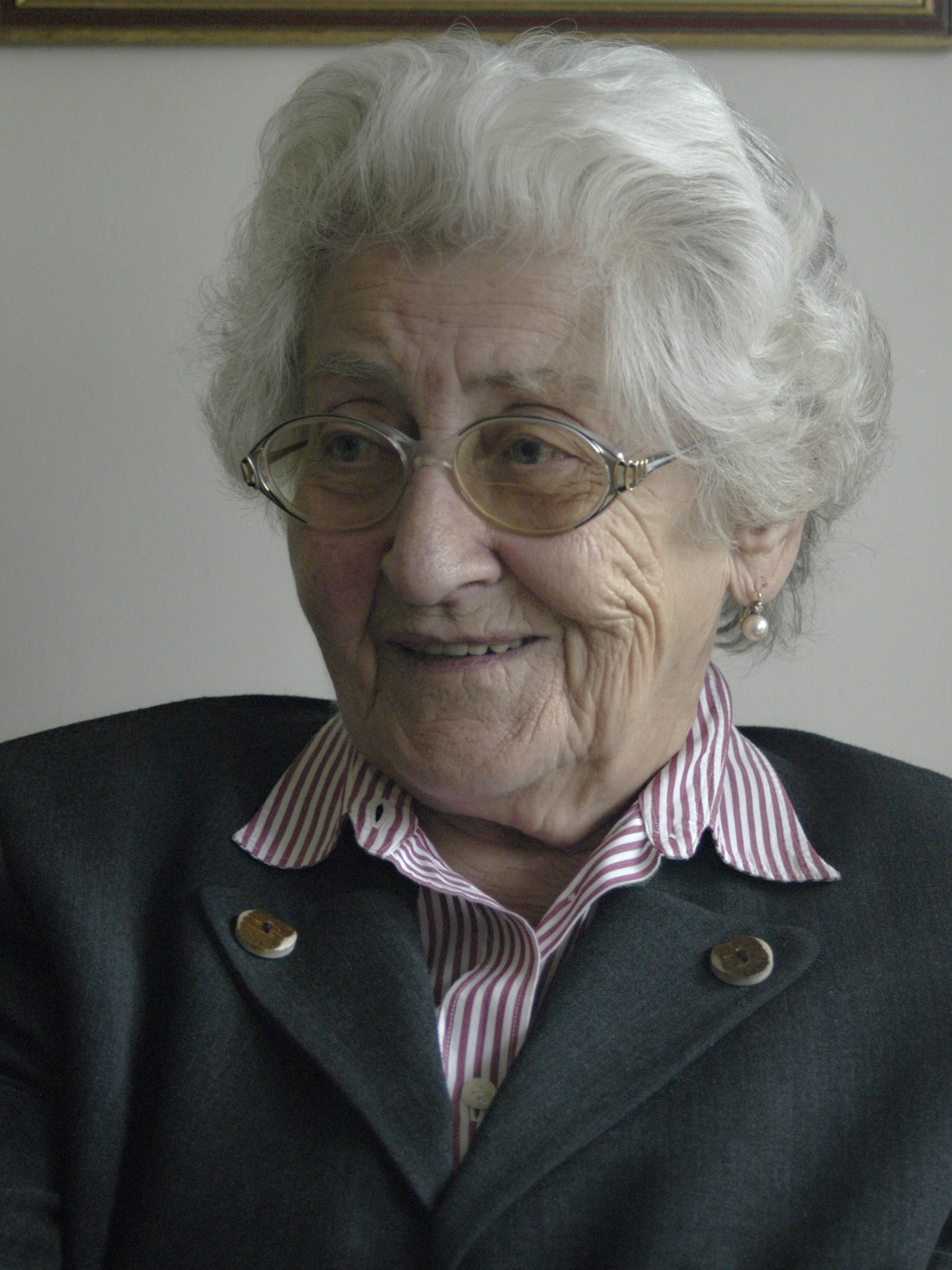
Dcera posledního milotického hraběte Marie Henrietta Norman-Audenhove, roz. Seilernová (1918–2008)

### Základní okruh
V roce 2005 prošly interiéry milotického zámku změnami, které si kladly za cíl uvést reprezentační prostory zámku do jejich podoby v první polovině 20. století, kdy byl zámek obýván rodem Seilern-Aspang. Návštěvník tak při prohlídce nahlédne do životního stylu a každodenního života posledního majitele Ladislava Seilerna, jeho manželky Antoinetty, roz. Loudonové, a jejich čtyř dětí. Prohlídková trasa je koncipována na základě přímého vypravování dcery posledního milotického hraběte, Marie Henrietty Seilern (1918–2008), provdané Norman-Audenhove, a řady dalších pamětníků.

### Kostýmové prohlídky
V areálu zámku je možné si na procházku zahradou a nádvořími vypůjčit repliky barokních, rokokových a romantických šatů, které jsou zhotovovány přímo v zámecké šicí dílně. V měsících květnu a červnu jsou pro mateřské školy a 1. -3. třídu základních škol pořádány speciální kostýmové prohlídky, při nichž děti oblečené do kostýmů zámkem provádí sama milotická hraběnka.
Během roku se v areálu zámku koná řada kulturních akcí, včetně Národopisného festivalu kyjovského Dolňácka Milotice.

## Zámek Milotice v kultuře
Pohádka Za humny je drak se zde natáčela v roce 1982. V roce 2019 se na zámku natáčel film Poslední aristokratka režiséra Jiřího Vejdělka podle knižní předlohy zdejšího kastelána Evžena Bočka.

## Galerie

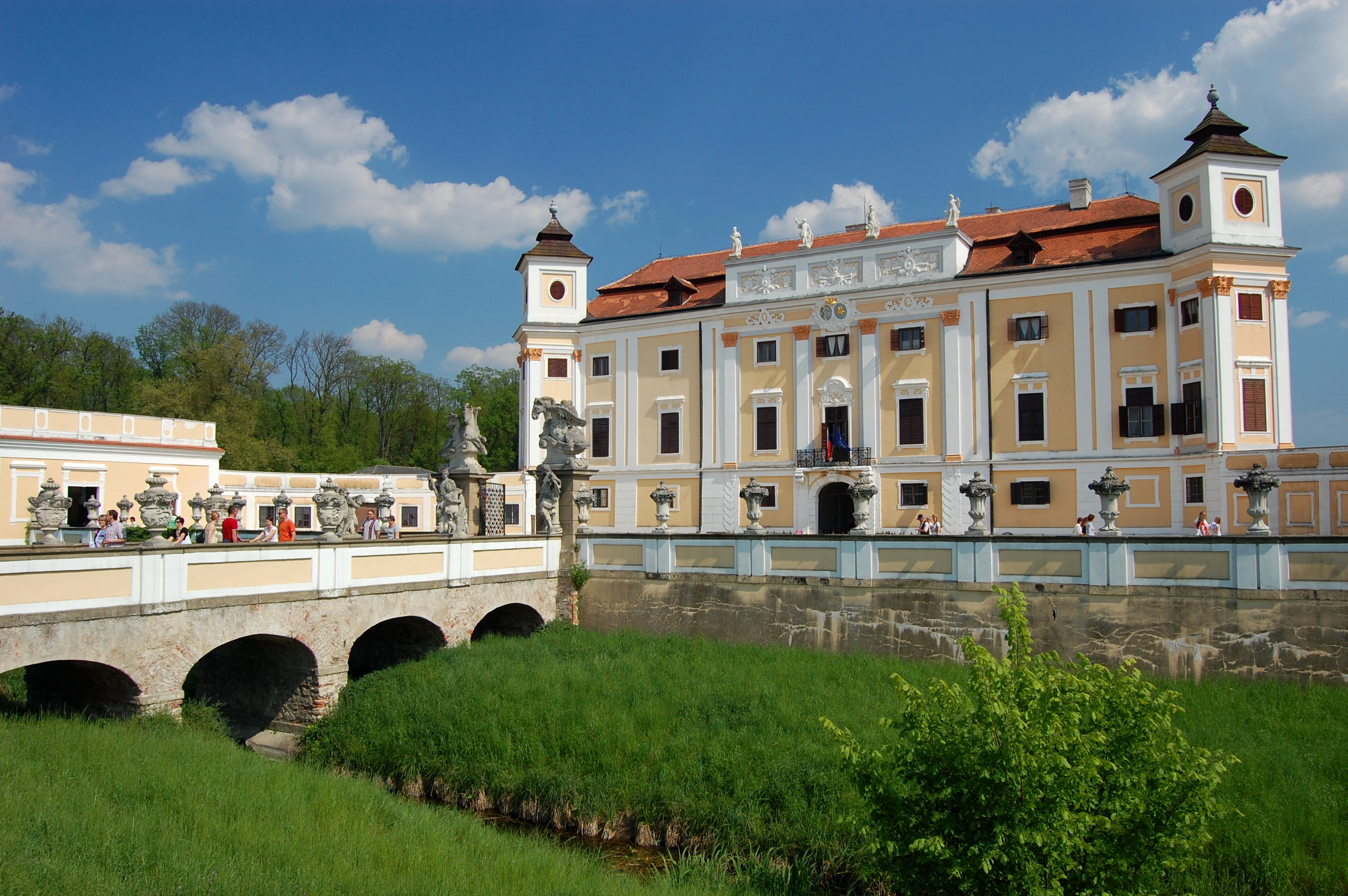
Pohled na zámek z příjezdové cesty
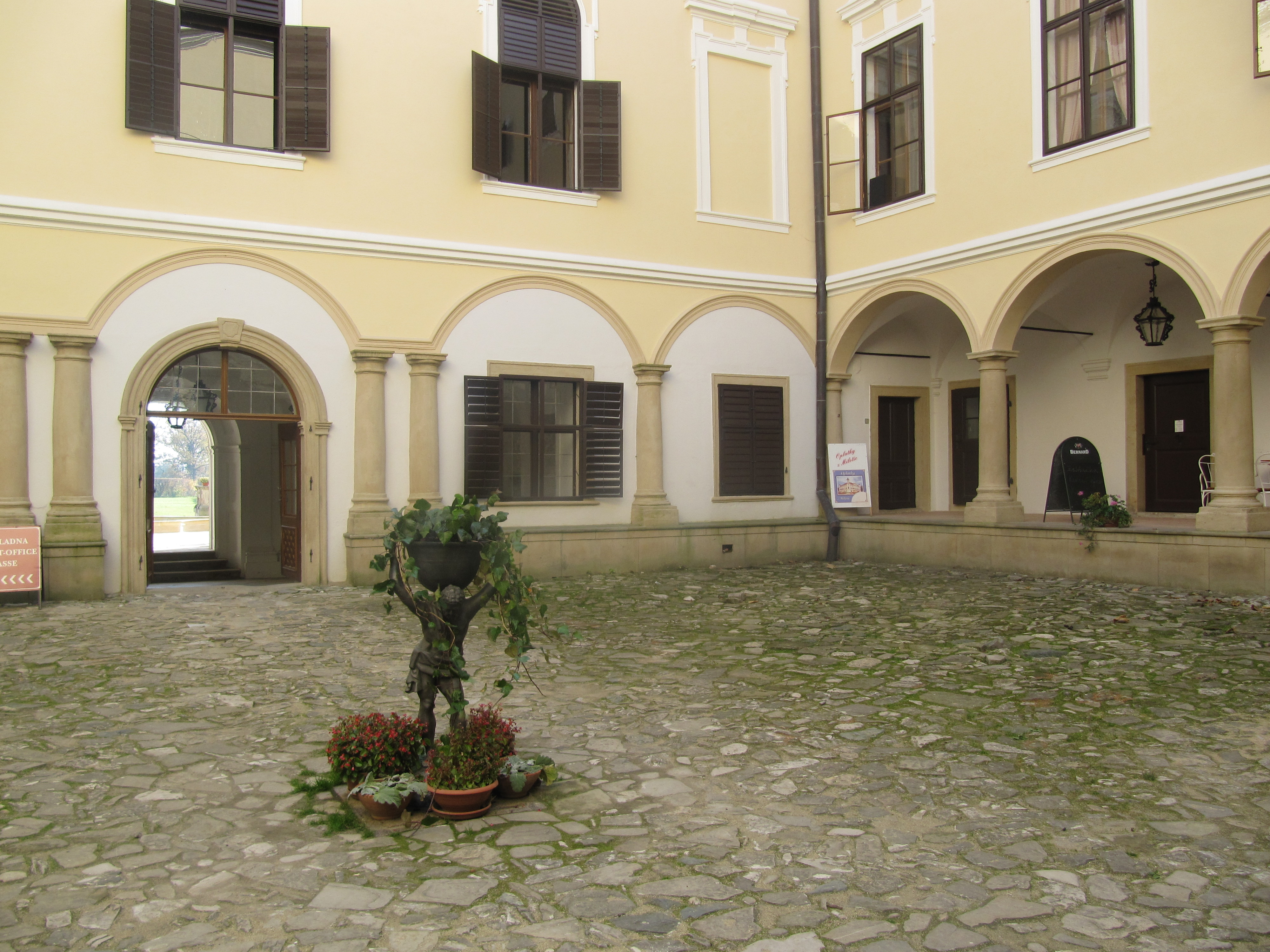
Vnitřní nádvoří zámku s renesančními arkádami
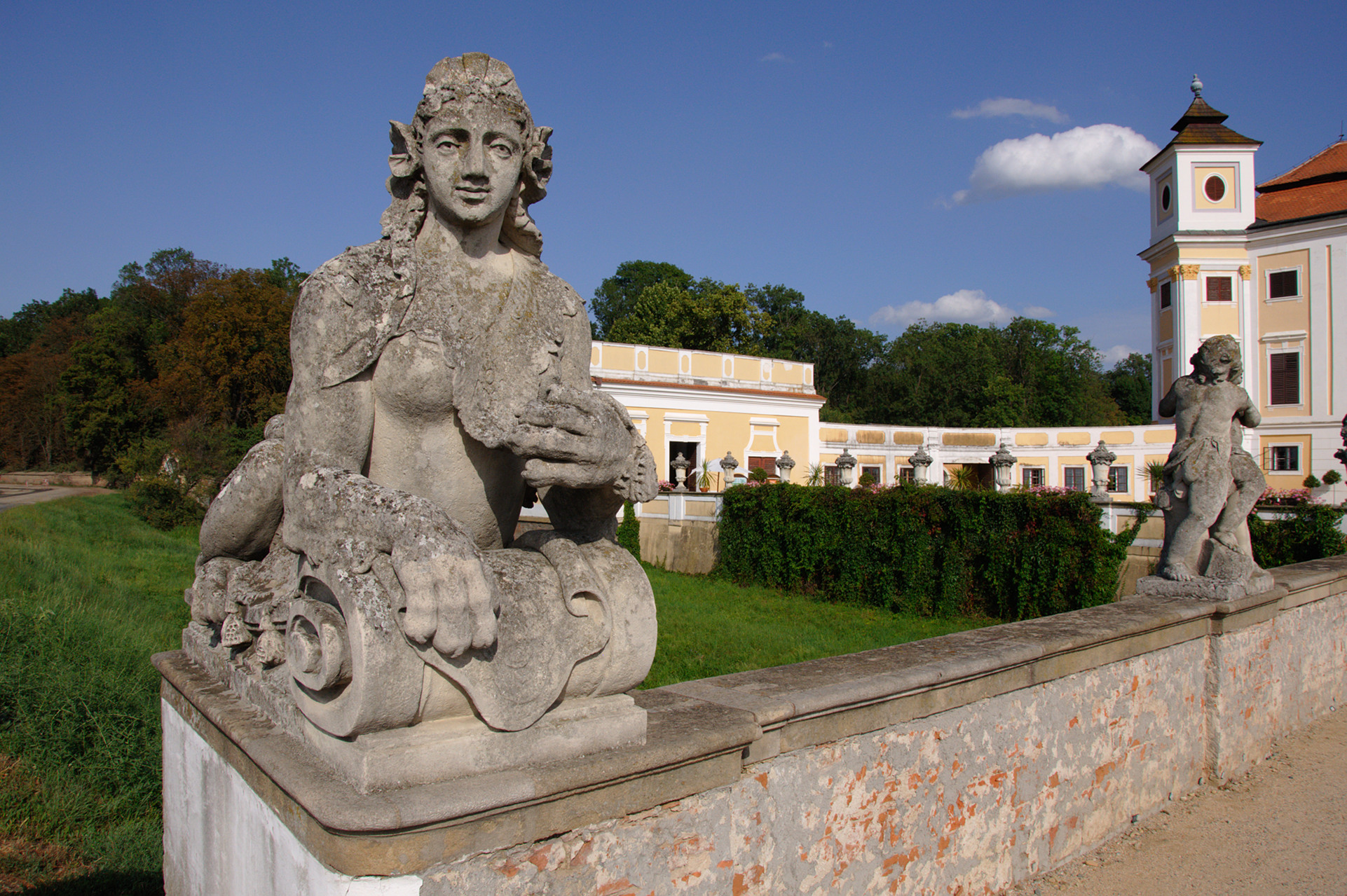
Sfinga z přístupového mostu
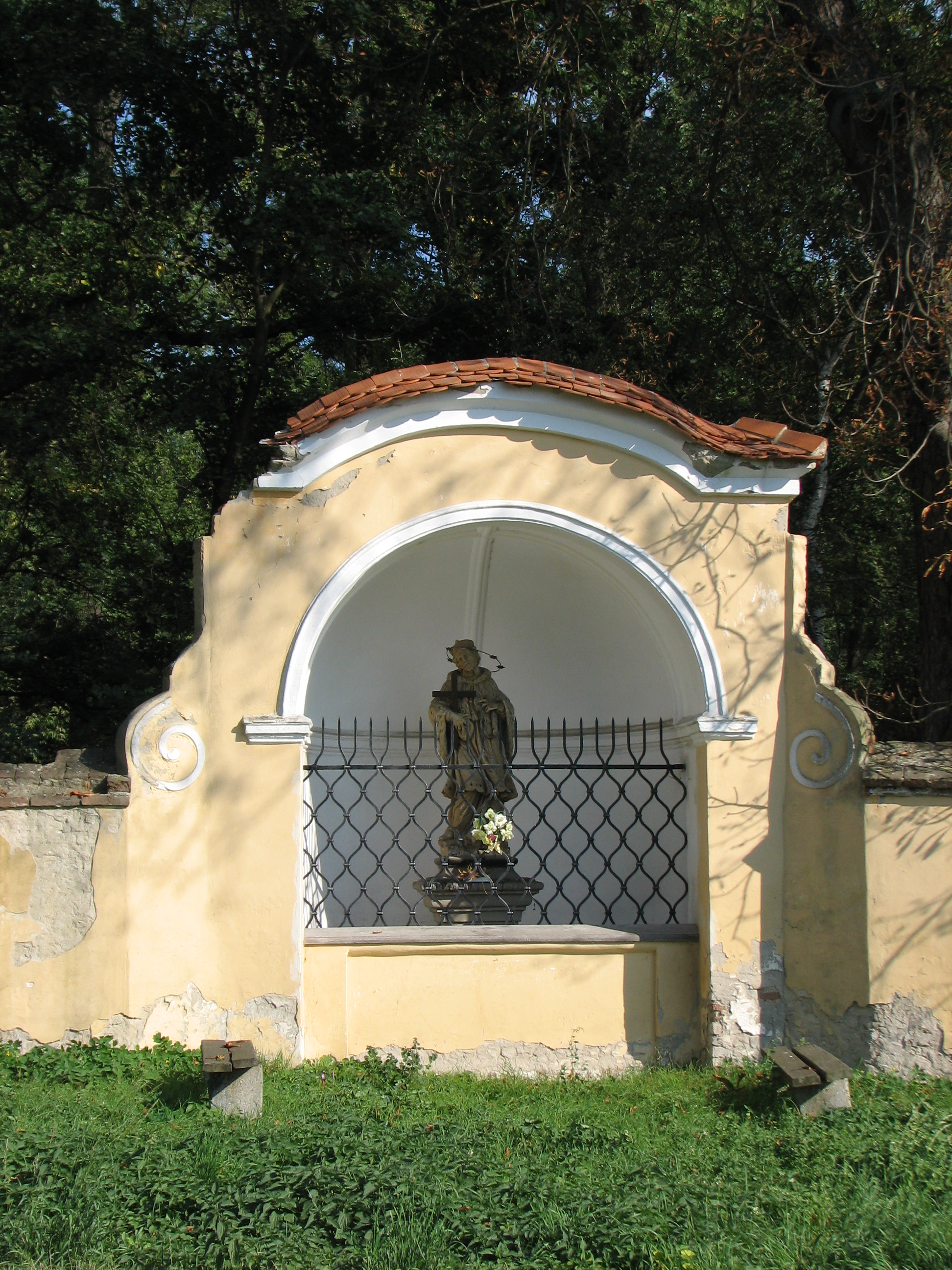
Poklona svatému Janu Nepomuckému před zámkem
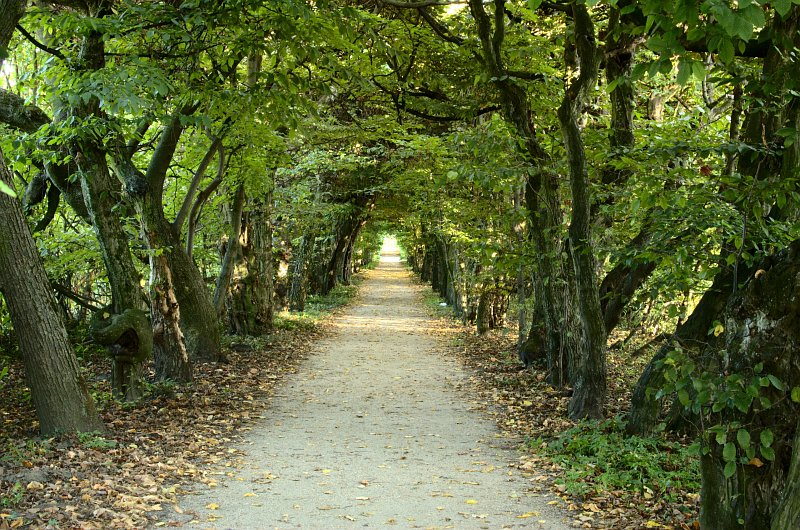
Habrová loubí ve francouzské zahradě
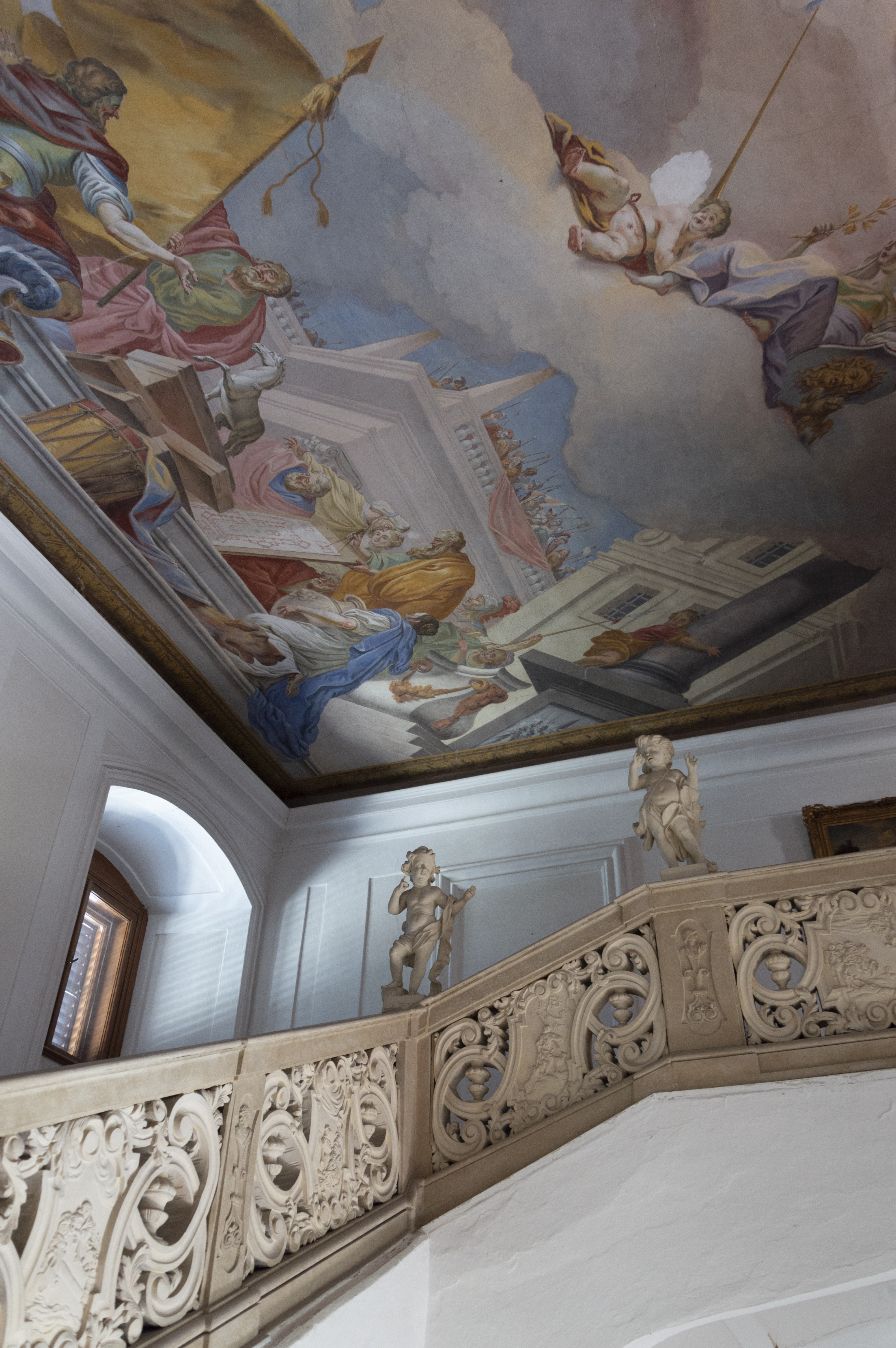
Schodiště s freskou J. T. Rottera.